# 깡치 2
《깡치 2》는 2020년 개봉한 대한민국의 액션, 코미디 영화이다.

## 출연

### 주연
- 이재한: 철우 역
- 진호은 : 준수 역
- 맹재렬 : 석태 역
- 양정민 : 채영 역

### 조연
- 이유한 : 응석 역
- 정이삭 : 만수 역
- 김도아 : 라희 역